# سایه‌های ری
سایه‌های ری (به انگلیسی :Shades of Ray) یک فیلم مستقل در سال ۲۰۰۸ است که به نویسندگی و کارگردانی جعفر محمود ساخته شده‌است.
زاخاری لی وای در این فیلم به عنوان یک مرد نیمه سفید و نیمه پاکستانی با هویت دوگانه بازی می‌کند. این فیلم در جشنواره‌های متعدد فیلم به نمایش درآمد.

## خلاصه داستان
ری رحمان یک پاکستانی‌تبار متولد آمریکا، یک شب به خانه می‌آید تا پدر پاکستانی خود را پیدا کند. مادر نوردیک ری او را بیرون انداخت. این یک زمان ناخوشایند برای پدرش است که همان‌طور که ری فقط به دوست دختر خود پیشنهاد ازدواج داده بود - که به او جوابی نداده‌است - وارد این کار شد. در حالی که سعی می‌کند والدینش را به هم نزدیک کند، ری با دختری با نژاد مختلط آسیای جنوبی ملاقات می‌کند و باید تصمیم بگیرد که واقعاً هویت وی در کجا نهفته‌است.

## بازیگران
- زاخاری لی وای . . . ری رحمان
- فران کرانتس . . . سال گارفیلک
- سارا شاهی . . ثنا خلیق
- بانی سامرویل . . نوئل ویلسون
- برایان جورج . . جاوید رحمان
- کتی بیکر . . جنت رحمان
- جری بدنوب . . . ناصم خلیق
- کریستین رز . . خانم خلیق
- فیلیپ روزنتال . . مدیر شماره ۱
- جاسن وید. . . میچ
- رکس لی . . دیل
- کدی کلاپ . . سال، در ۱۲ سالگی
- جیک کاسدان . . مدیر شماره ۳
- ارت ایوانز . . تایلر
- دیوید داتی . . پیر
- شرمیلا دوار . . . شیرمین
- کیتلین کراسبی . . نیکی ایوانز

## جوایز و اعتبارات
- فیلم شماره ۴ آسیایی آمریکایی سال ۲۰۰۹ به انتخاب مجله آسیا پاسیفیک آرت
- نامزد جایزه مخاطبان بهترین فیلم روایتگر، جشنواره بین‌المللی فیلم‌های آسیای جنوبی ۲۰۰۸
- نامزد بهترین فیلم بین‌المللی ۲۰۰۹ در جشنواره فیلم ریلورلد
- نامزد جایزه مخاطبان ریلورلد ۲۰۰۹ جشنواره فیلم ریلورلد
- نامزد انتخاب رسمی، جشنواره فیلم آستین ۲۰۰۸
- نامزد مرکز فیلم، جشنواره بین‌المللی فیلم لون استار در سال ۲۰۰۸
- نامزد انتخاب رسمی، جشنواره بین‌المللی فیلم قاهره ۲۰۰۸
- نامزد انتخاب رسمی، جشنواره بین‌المللی فیلم باهاما ۲۰۰۸
- نامزد انتخاب رسمی، جشنواره فیلم گاردن استیت ۲۰۰۹
- نامزد بهترین سریال‌های جشنواره جشنواره بین‌المللی فیلم لون استار در سال ۲۰۰۹